# 圣樊尚迪庞迪
圣樊尚迪庞迪（法語：Saint-Vincent-du-Pendit，法語發音：[sɛ̃ vɛ̃sɑ̃ dy pɑ̃di]）是法国洛特省的一个市镇，位于该省东北部，属于菲雅克区。

## 地理
圣樊尚迪庞迪（44°50'19"N, 1°54'7"E）面积9.24 平方千米，位于法国奧克西塔尼大區洛特省，该省份为法国西南部内陆省份，北起顺时针与科雷兹省、康塔爾省、阿韦龙省、塔恩-加龙省、洛特-加龍省和多尔多涅省接壤。
与圣樊尚迪庞迪接壤的市镇（或旧市镇、城区）包括：巴讷、圣塞雷、圣保罗德韦恩、圣让拉日内斯特。

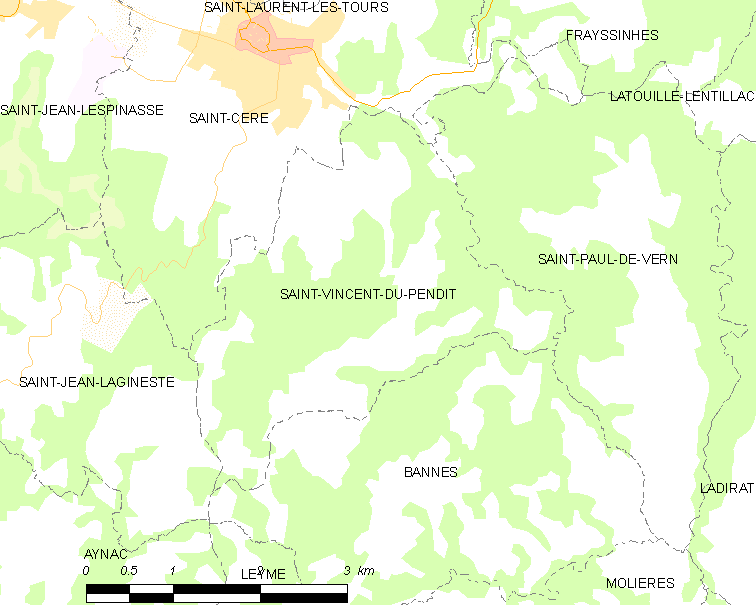
圣樊尚迪庞迪的OSM定位图

圣樊尚迪庞迪的时区为UTC+01:00、UTC+02:00（夏令时）。

## 行政
圣樊尚迪庞迪的邮政编码为46400，INSEE市镇编码为46295。

## 政治
圣樊尚迪庞迪所属的省级选区为圣塞雷县。

## 人口

1962-2008年间圣樊尚迪庞迪人口变化图示

圣樊尚迪庞迪于2022年1月1日时的人口数量为226人。